# Frankrijk op de Olympische Winterspelen 1964
Tijdens de Olympische Winterspelen van 1964, die in Innsbruck (Oostenrijk) werden gehouden, nam Frankrijk voor de negende keer deel.

## Medailleoverzicht
| Sport       | Olympiër            | Discipline       | Medaille |
| ----------- | ------------------- | ---------------- | -------- |
| Alpineskiën | François Bonlieu    | reuzenslalom (m) | Goud     |
| Alpineskiën | Christine Goitschel | slalom (v)       | Goud     |
| Alpineskiën | Marielle Goitschel  | reuzenslalom (v) | Goud     |
| Alpineskiën | Léo Lacroix         | afdaling (m)     | Zilver   |
| Alpineskiën | Christine Goitschel | reuzenslalom (v) | Zilver   |
| Alpineskiën | Marielle Goitschel  | slalom (v)       | Zilver   |
| Kunstrijden | Alain Calmat        | mannen           | Zilver   |

## Deelnemers en resultaten

### Alpineskiën
| Olympiër             | Discipline       | Resultaat | Prestatie                       |
| -------------------- | ---------------- | --------- | ------------------------------- |
| Michel Arpin         | slalom (m)       | 4e        | 2.12,91 (+1,78) 1.11,16+1.01,75 |
| François Bonlieu     | afdaling (m)     | 15e       | 2.21,71 (+3,55)                 |
| François Bonlieu     | reuzenslalom (m) | Goud      | 1.46,71                         |
| François Bonlieu     | slalom (m)       | dq-1      | diskwalificatie run 1           |
| Jean-Claude Killy    | afdaling (m)     | 42e       | 2.32,96 (+14,80)                |
| Jean-Claude Killy    | reuzenslalom (m) | 5e        | 1.48,92 (+2,21)                 |
| Jean-Claude Killy    | slalom (m)       | dq-1      | diskwalificatie run 1           |
| Léo Lacroix          | afdaling (m)     | Zilver    | 2.18,90 (+0,74)                 |
| Léo Lacroix          | reuzenslalom (m) | 11e       | 1.51,26 (+4,55)                 |
| Guy Périllat         | afdaling (m)     | 6e        | 2.19,79 (+1,63)                 |
| Guy Périllat         | reuzenslalom (m) | 10e       | 1.50,75 (+4,04)                 |
| Guy Périllat         | slalom (m)       | 12e       | 2.16,33 (+5,20) 1.17,00+59,33   |
|                      |                  |           |                                 |
| Madeleine Bochatay   | afdaling (v)     | 6e        | 1.59,11 (+3,72)                 |
| Madeleine Bochatay   | reuzenslalom (v) | dnf       | opgave                          |
| Annie Famose         | afdaling (v)     | 9e        | 1.59,86 (+4,47)                 |
| Annie Famose         | reuzenslalom (v) | 5e        | 1.53,89 (+1,65)                 |
| Annie Famose         | slalom (v)       | dq-2      | diskwalificatie run 2           |
| Christine Goitschel  | reuzenslalom (v) | Zilver    | 1.53,11 (+0,87)                 |
| Christine Goitschel  | slalom (v)       | Goud      | 1.29,86 43,85+46,01             |
| Marielle Goitschel   | afdaling (v)     | 10e       | 2.00,77 (+5,38)                 |
| Marielle Goitschel   | reuzenslalom (v) | Goud      | 1.52,24                         |
| Marielle Goitschel   | slalom (v)       | Zilver    | 1.30,77 (+0,91) 43,09+47,68     |
| Cécile Prince        | slalom (v)       | dq-2      | diskwalificatie run 2           |
| Christine Terraillon | afdaling (v)     | 8e        | 1.59,66 (+4,27)                 |

### Biatlon
| Olympiër    | Discipline | Resultaat | Prestatie                              |
| ----------- | ---------- | --------- | -------------------------------------- |
| Paul Romand | 20 km (m)  | 32e       | 1:38.51,2 (+18.24,4) pen.: 8 (1-2-2-3) |

### Kunstrijden
| Olympiër (deelname) | Discipline | Resultaat | Prestatie                |
| ------------------- | ---------- | --------- | ------------------------ |
| Alain Calmat        | mannen     | Zilver    | pc. 22,0; 1876,5 punten  |
| Robert Dureville    | mannen     | 17e       | pc. 148,0; 1660,0 punten |
| Philippe Pelissier  | mannen     | 23e       | pc. 189,0; 1573,8 punten |
| Nicole Hassler      | vrouwen    | 4e        | pc. 38,0; 1887,7 punten  |
| Geneviève Burdel    | vrouwen    | 29e       | pc. 225,0; 1542,0 punten |

### Langlaufen
| Olympiër                                           | Discipline            | Resultaat | Prestatie                                                   |
| -------------------------------------------------- | --------------------- | --------- | ----------------------------------------------------------- |
| Victor Arbez                                       | 15 km (m)             | 20e       | 54.04,0 (+3.09,9)                                           |
| Victor Arbez                                       | 30 km (m)             | 20e       | 1:36.50,5 (+5.59,8)                                         |
| Claude Legrand                                     | 15 km (m)             | 37e       | 56.05,8 (+5.11,7)                                           |
| Claude Legrand                                     | 30 km (m)             | 25e       | 1:38.40,5 (+7.49,8)                                         |
| Félix Mathieu                                      | 15 km (m)             | 19e       | 54.02,2 (+3.08,1)                                           |
| Félix Mathieu                                      | 30 km (m)             | 23e       | 1:38.24,5 (+7.33,8)                                         |
| Roger Pires                                        | 15 km (m)             | 23e       | 54.38,5 (+3.44,4)                                           |
| Roger Pires                                        | 30 km (m)             | 21e       | 1:37.45,5 (+6.54,8)                                         |
| Victor Arbez Félix Mathieu Roger Pires Paul Romand | 4x10 km estafette (m) | 6e        | 2:26.31,4 (+7.56,8) (36.30,1 / 36.08,9 / 35.46,6 / 38.05,8) |

### Schaatsen
| Olympiër           | Discipline   | Resultaat | Prestatie         |
| ------------------ | ------------ | --------- | ----------------- |
| Raymond Fonvieille | 500 m (m)    | 10e       | 41,4 (+1,3)       |
| Raymond Fonvieille | 1500 m (m)   | 43e       | 2.22,6 (+12,3)    |
| André Kouprianoff  | 500 m (m)    | 26e       | 42,5 (+2,4)       |
| André Kouprianoff  | 1500 m (m)   | 22e       | 2.15,8 (+5,5)     |
| André Kouprianoff  | 10.000 m (m) | 27e       | 17.17,4 (+1.27,3) |
|                    |              |           |                   |
| Françoise Lucas    | 500 m (v)    | 18e       | 48,9 (+3,9)       |
| Françoise Lucas    | 1000 m (v)   | 19e       | 1.41,3 (+8,1)     |
| Françoise Lucas    | 1500 m (v)   | 22e       | 2.36,4 (+13,8)    |

Argentinië · Australië · België · Bulgarije · Canada · Chili · Denemarken · Duits eenheidsteam · Finland · Frankrijk · Griekenland · Groot-Brittannië · Hongarije · IJsland · India · Iran · Italië · Japan · Joegoslavië · Libanon · Liechtenstein · Mongolië · Nederland ·  Noord-Korea · Noorwegen · Oostenrijk · Polen · Roemenië · Sovjet-Unie · Spanje · Tsjecho-Slowakije · Turkije · Verenigde Staten · Zuid-Korea · Zweden · Zwitserland